# Bistum Tlapa
Das Bistum Tlapa (lat.: Dioecesis Tlapensis, span.: Diócesis de Tlapa) ist eine in Mexiko gelegene römisch-katholische Diözese mit Sitz in Tlapa.

## Geschichte
Das Bistum Tlapa wurde am 4. Januar 1992 durch Papst Johannes Paul II. mit der Apostolischen Konstitution Efflorescentem Mexici aus Gebietsabtretungen des Bistums Chilpancingo-Chilapa errichtet und dem Erzbistum Acapulco als Suffraganbistum unterstellt.

## Bischöfe von Tlapa
- Alejo Zavala Castro, 1992–2005, dann Bischof von Chilpancingo-Chilapa
- Oscar Roberto Domínguez Couttolenc MG, 2007–2012, dann Bischof von Ecatepec
- Dagoberto Sosa Arriaga, seit 2013